# 小行星1658
小行星1658（1658 Innes）是一颗围绕太阳公转的小行星。1953年7月13日，雅各布斯·阿爾伯特·布魯爾（Jacobus Albertus Bruwer）在约翰内斯堡发现了此天体。
該小行星以蘇格蘭天文學家羅伯特·因尼斯命名。
这颗小行星的绝对星等为10.47等。